# August Clemen
Christian August Julius Clemen (* 6. Dezember 1838 in Döbeln; † 1. April 1920 in Grimma) war ein deutscher evangelisch-lutherischer Theologe, Oberlehrer an der Fürsten- und Landesschule Grimma und Oberkirchenrat.

## Leben
August Clemen, so die übliche Namensform, war der Sohn des Tuchmachermeisters Christian Friedrich Clemen aus Döbeln. Nach dem Schulbesuch in seiner Geburtsstadt studierte er Theologe an der Universität Leipzig. 1861 wurde er Katechet zu St. Petri in Leipzig und im darauffolgenden Jahr Hilfsprediger zu St. Thomä daselbst. 1863 wurde Clemen Pfarrer zu Sommerfeld und Paunsdorf. 1868 wechselte er als Religionslehrer in das Schulwesen und wurde siebenter Professor an der Königlichen Landesschule St. Afra zu Meißen. 1872 ging er nach Grimma, wo er Religionslehrer und siebenter Professor an der Königlichen Landesschule wurde und bis zu seinem Lebensende wirkte. Zwischenzeitlich erfolgte seine Ernennung zum Oberkirchenrat.

## Familie
Der evangelische Theologe und Religionshistoriker Carl Clemen, der Kunsthistoriker Paul Clemen und der Historiker Otto Clemen waren seine Söhne.

## Schriften (Auswahl)
- Die pastorale Apologie der heiligen Schrift im gewöhnlichen Leben. In: Allgemeine Kirchenzeitung, 1867, Nr. 18–21.
- Predigt am Stiftungsfeste der Fürstenschule zu Grimma, d. 14. Sept. 1870 gehalten, Grimma: Gensel, 1870.
- Die Wunderberichte über Elia und Elisa in den Büchern der Könige. Eine hermeneutisch-apologetische Studie, Grimma: Roessler, 1877.
- Rede bei der Trauerfeier für den Rektor Prof. Dr. Karl Schnelle, gest. d. 18. Dez. 1890, 1891.
- Der Gebrauch des Alten Testamentes im Neuen Testamente: (a) in den Reden Jesu '(Forts.)' (b) bei den Evangelisten, Grimma: J. Schiertz, 1893.
- Der Gebrauch des Alten Testamentes in den neutestamentlichen Schriften, Gütersloh: Bertelsmann, 1896.
- Einführung in die Heilsgeschichte des alten und neuen Testaments für höhere Schulen bearbeitet, Leipzig: Dürr, 1896.